# Raízes do Samba (escola de samba)
O Grêmio Recreativo Escola de Samba Raízes do Samba é uma escola de samba da cidade de São Paulo.

## História
Desfilou como bloco de enredo "GRBC Unidos de Perus Valença Samba" até 2002. A partir de 2003 transforma-se em "GRCSES Valença de Perus". Em 2019 anunciou a troca de nome da escola de Valença de Perus para Raízes do Samba.

## Segmentos

### Presidentes
| Nome                        | Mandato      | Ref.  |
| --------------------------- | ------------ | ----- |
| Claudio Oliveira de Messias | ?-atualidade | [ 2 ] |

### Diretores
| Ano  | Diretor de Carnaval                               | Ref.  |
| ---- | ------------------------------------------------- | ----- |
| 2014 | Cléo Valença                                      |       |
| 2015 | Comissão                                          | [ 3 ] |
| 2025 | Robson de Oliveira, Vagner Guinê e Leandro Mendes |       |

### Coreógrafos
| Ano  | Nome                 | Ref. |
| ---- | -------------------- | ---- |
| 2014 | Marina Lima          |      |
| 2015 | Marina Lima          |      |
| 2025 | Mauricio de Oliveira |      |

### Casal de Mestre-sala e Porta-bandeira
| Ano       | Nome                             | Ref.  |
| --------- | -------------------------------- | ----- |
| 2013      | Michel e Cléo                    | [ 4 ] |
| 2014-2015 | William e Sara                   | [ 3 ] |
| 2025      | Danielle Santiago e Alex Augusto |       |

## Carnavais
| Ano  | Colocação | Grupo | Enredo | Carnavalesco | Intérprete | Ref          |
| ---- | --- | --- | --- | --- | --- | ------------ |
| 1997 | Campeã | Grupo de Espera - Blocos                                                                                               | Aconteceu no Natal | | |              |
| 1998 | 7º lugar | Grupo 1 Blocos | Samba no arraiá | | |              |
| 1999 | Campeã | Grupo 1 Blocos | No mundo encantado com Monteiro Lobato                                                                                      | | |              |
| 2000 | 10º lugar | Grupo Especial Blocos                                                                                                  | Evolução Tecnológica do Homem                                                                                               | Binho | |              |
| 2001 | 2º lugar | Grupo 1 Blocos NORTE                                                                                                   | Desvendando os mistérios das lendas e contos - Estórias e lendas                                                            | Sidney Vaz | |              |
| 2002 | 7º lugar | Grupo 1 Blocos NORTE                                                                                                   | Cem anos de Luz - um livro aberto                                                                                           | Binho | |              |
| 2003 | 7º lugar | Grupo 3 Oeste | Sonho dourado de faraó | Fábio Parra | |              |
| 2004 | 4º lugar | 3-Oeste | CEAGESP - Terra da garoa. Êta feira boa! Parabéns São Paulo meu amor. Compositores:Vadô Milhan, Mascate e Beto Honorato     | | | [ 2 ]        |
| 2005 | 2º lugar | 3-Oeste | Jorge Amado e suas quatro mulheres                                                                                          | Binho | | [ 5 ]        |
| 2006 | 7º lugar | 2-UESP | Vossa Majestade, o Carnaval                                                                                                 | Márcio e Binho | | [ 6 ]        |
| 2007 | 7º lugar | 2-UESP | Garantido e Caprichoso na Terra da Garoa                                                                                    | Márcio e Binho | | [ 7 ]        |
| 2008 | 12º lugar | 2-UESP | Na Batida do Calumbé, o Canto da Riqueza                                                                                    | Marcio e Binho | | [ 8 ]        |
| 2009 | 3°lugar | 3-UESP | Estendida à Lona e Formado o Picadeiro. É sorriso, é calor, o Circo chegou!                                                 | | |              |
| 2010 | 9°lugar | 2-UESP | A Revolução da Natureza é o Bicho!                                                                                          | Bill de Oliveira | |              |
| 2011 | 6° lugar | 2-UESP | A Valença diz no pé | | |              |
| 2012 | 8° lugar | 2-UESP | Um Sonho de Criança | | |              |
| 2013 | 11º lugar | 2-UESP | A nossa tribo vai passar e no dia do Índio o Valença é quem vai comemorar Compositores:Nilsinho, Nego Justo, Lucas e Kleber | | | [ 4 ]        |
| 2014 | 10º lugar | 3-UESP | O Valença vem mostrar uma estória do nosso Natal de cada dia. Compositores:Nilsinho Morais                                  | | | [ 9 ] [ 10 ] |
| 2015 | 12º lugar | 3-UESP | A Feira da Comunidade | Comissão de Carnaval                                                                                                   | Manga e Nilsinho | [ 3 ]        |
| 2016 | Desclassificada | 4-UESP | Viagem ao castelo assombrado - Halloween                                                                                    | | | [ 11 ]       |
| 2017 | Campeã | 4-UESP | Primavera - A Estação da Vida                                                                                               | | |              |
| 2018 | 5°lugar | 3-UESP | A Saga de Alberto Alvez | | Edson Lis | [ 12 ]       |
| 2019 | 6º lugar | 3-UESP | Valença Canta o Poeta Imortal, Salve Monarco da Portela                                                                     | Comissão de Carnaval                                                                                                   | | [ 13 ]       |
| 2020 | 6º lugar | Acesso 1 de Bairros | Axé é tudo e tudo é axé… | Rodolfo Santos | | [ 14 ]       |
| 2021 | Inicialmente adiados para o mês de julho, os desfiles do Carnaval 2021 foram cancelados devido a pandemia de Covid-19. | Inicialmente adiados para o mês de julho, os desfiles do Carnaval 2021 foram cancelados devido a pandemia de Covid-19. | Inicialmente adiados para o mês de julho, os desfiles do Carnaval 2021 foram cancelados devido a pandemia de Covid-19.      | Inicialmente adiados para o mês de julho, os desfiles do Carnaval 2021 foram cancelados devido a pandemia de Covid-19. | Inicialmente adiados para o mês de julho, os desfiles do Carnaval 2021 foram cancelados devido a pandemia de Covid-19. | [ 15 ]       |
| 2022 | Vice Campeã | Acesso 1 de Bairros | Sorriso Negro, A Dona do samba Ivone Lara                                                                                   | Rodolfo Santos | |              |
| 2023 | 3º Lugar | Especial de Bairros | Raizes do samba apresenta: o grande rei abacaxi                                                                             | Babu Energia | | [ 16 ]       |
| 2024 | Vice-Campeã | Especial de Bairros | Negras Raízes - O Mundo aplaudiu nossos ancestrais                                                                          | Babu Energia | Rodrigo Atração | [ 17 ]       |
| 2025 | 10° lugar | Acesso 2 | De quem é a culpa? | Babu Energia | Juninho Branco | [ 18 ]       |